# Liste der dicksten Eichen in Deutschland

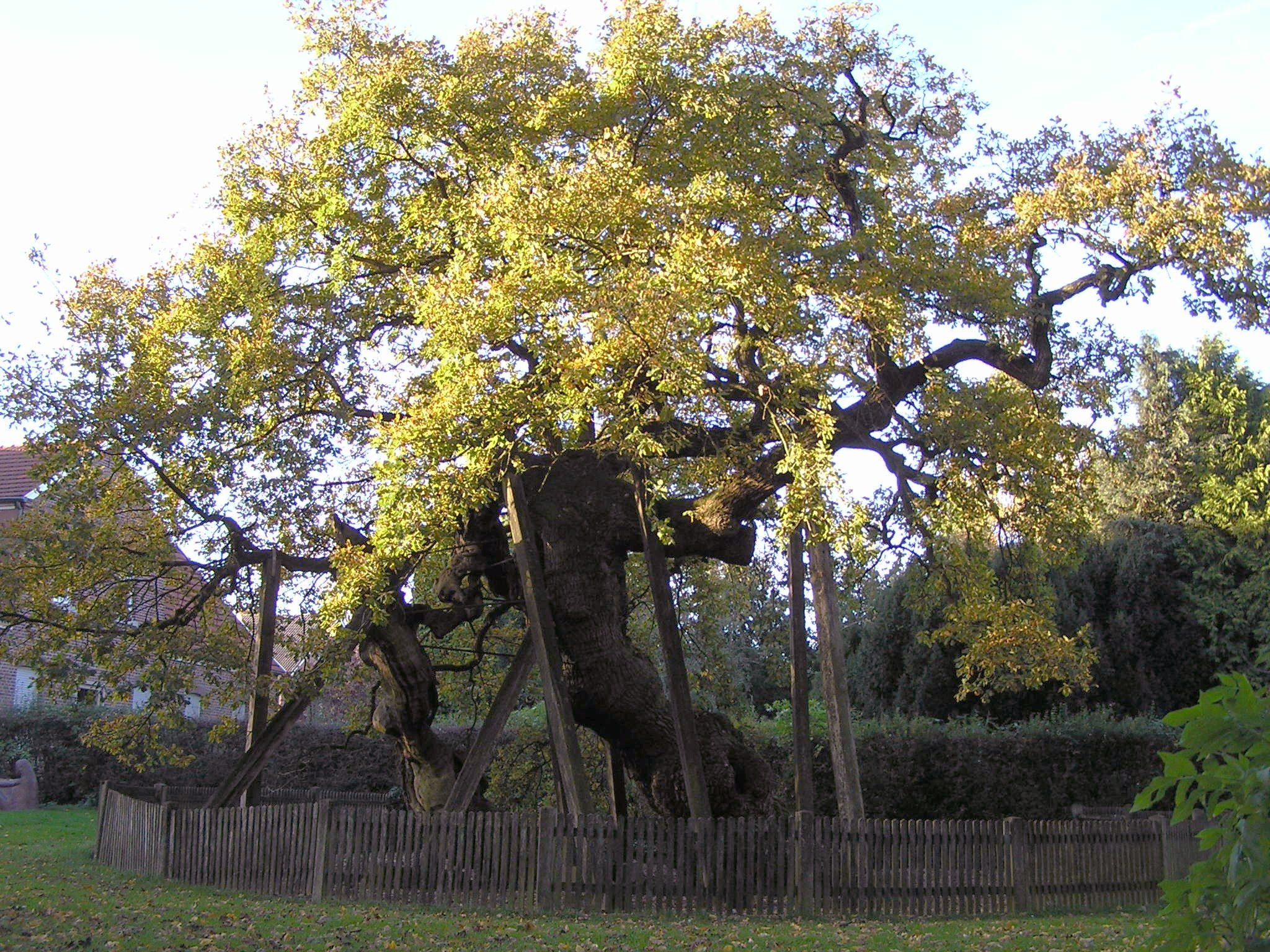
Femeiche bei Erle – mit geschätzten 600 bis 850 Jahren älteste Eiche

Die Liste der dicksten Eichen in Deutschland nennt Eichen (Quercus spp.), deren Stammumfang nach dem Deutschen Baumarchiv ein festgelegtes Maß übersteigt. In einem Meter Höhe gemessen, liegt der Grenzbereich bei acht Metern, an der Stelle des geringsten Umfanges bei 7,5 Metern. Ab diesem Maß stuft das Deutsche Baumarchiv Eichen als national bedeutsam ein. Zu den etwa 80 Eichen werden jeweils der Ort, das Bundesland, die beiden Umfangsangaben und das geschätzte Alter genannt. Bis auf die Dunieeiche bei Uslar, eine Traubeneiche (Quercus petraea), handelt es sich um Stieleichen (Quercus robur).
Eichen mit mehr als zehn Metern Stammumfang, an der Stelle des geringsten Umfanges gemessen, sind die gespaltene Eiche bei Borlinghausen (10,35 Meter) und die stärkste der Ivenacker Eichen bei Ivenack (10,07 Meter). Die stärkste der Ivenacker Eichen ist die dickste natürlich aufgewachsene, einstämmige Eiche in Deutschland. Zudem ist sie bei einer Höhe von 31 Metern mit 140 Festmetern die massereichste Eiche in Europa.
Das Alter der Femeiche bei Erle als älteste Eiche in Deutschland wird auf etwa 600 bis 850 Jahre geschätzt. Die Ivenacker Eichen und die Grabeiche in Nöbdenitz folgen mit einem geschätzten Alter von bis zu 800 Jahren. Mecklenburg-Vorpommern hat mit insgesamt 17 Starkeichen die meisten, gefolgt von Brandenburg mit 14 und Bayern mit 11.

## Erklärung
- Platz: Nennt den Ranglistenplatz, den die Eiche nach dem Stammumfang in der Liste belegt.
- Stammumfang (ein Meter Höhe): Nennt den Stammumfang der Eiche in einem Meter Höhe über dem Boden gemessen und das Jahr der Messung. Eichen dieser Größe haben pro Jahr einen Umfangszuwachs von etwa 1,8 bis 2 Zentimetern. Je nach Standortbedingungen, Wuchsform, Klima, Stammform und biografischen Fakten kann der Wert zwischen etwa die stärkste Eiche bei Ivenack zwischen 1804 und 1996 mit einem Umfangszuwachs von jährlich 1,16 Zentimetern und drei Zentimeter schwanken.[3]
- Name: Nennt den Namen der Eiche.
- Ort: Nennt den Standort der Eiche.
- Land: Abkürzung und Flagge des Bundeslandes, in dem die Eiche steht.
- Umfang (Taille): Nennt den Umfang des Stammes an der Stelle seines geringsten Durchmessers (Taille), unterhalb der untersten Starkäste, und das Jahr der Messung.
- Alter: Nennt das geschätzte Alter der Eiche. Die Altersschätzung beruht auf dem Stammumfang, dem Standort und den geschichtlichen Überlieferungen. Eichen dieser Größe sind beinahe immer hohl, so dass an dem ausgehöhlten Stamm keine Jahresringzählungen möglich sind. Auch eine Altersbestimmung nach dem Gehalt an radioaktivem Kohlenstoff (Radiokohlenstoffdatierung, auch 14C-Datierung genannt) ist bei dieser Stammstruktur problematisch, da die ältesten Holzteile im inneren Bereich des Stammes für eine Altersdatierung fehlen.

## Eichen
| Nr. | Stammumfang (ein Meter Höhe) | Name                            | Ort                                          | Land | Umfang (Taille)      | Alter (geschätzt) |
| --- | ---------------------------- | ------------------------------- | -------------------------------------------- | ---- | -------------------- | ----------------- |
| 1   | 13,16 m (Jahr 2020)0         | Kattholzeiche                   | Perdöl                                       | SH   | 7,40 m (Jahr 1998)   | 320–450           |
| 2   | 12,40 m (Jahr 1990)0         | Eiche                           | Ivenack                                      | MV   | 10,07 m (Jahr 2000)0 | 600–800           |
| 3   | 12,00 m (Jahr 1989)0         | Femeiche                        | Erle                                         | NW   | –                    | 600–850           |
| 4   | 11,65 m (Jahr 2008)0         | 1000-jährige Eiche              | Borlinghausen                                | NW   | 10,35 m (Jahr 2008)0 | 400–650           |
| 5   | 11,00 m (Jahr 1990)0         | Grabeiche                       | Nöbdenitz                                    | TH   | 9,12 m (Jahr 2000)   | 700–800           |
| 6   | 10,75 m (Jahr 1988)0         | Eiche                           | Emmertshof                                   | BW   | 7,24 m (Jahr 2007)   | 360–500           |
| 7   | 10,15 m (Jahr 1991)0         | Dicke Eiche                     | Krügersdorf                                  | BR   | 9,73 m (Jahr 2001)   | 350–600           |
| 8   | 9,98 m (Jahr 2001)           | Kroneiche                       | Röbel/Müritz                                 | MV   | 10,15 m (Jahr 2023)  | 500–700           |
| 9   | 9,95 m (Jahr 1995)           | Dicke Eiche                     | Berteroda                                    | TH   | 9,31 m (Jahr 2001)   | 500–650           |
| 10  | 9,95 m (Jahr 2006)           | Eiche                           | Forsthaus Grünejäger                         | NI   | 7,62 m (Jahr 2007)   | 380–600           |
| 11  | 9,70 m (Jahr 1995)           | Königseiche                     | Volkenroda                                   | TH   | 9,51 m (Jahr 2002)   | 450–620           |
| 12  | 9,60 m (Jahr 1991)           | Sankt-Wolfgangs-Eiche           | Schloss Haus                                 | BY   | 8,60 m (Jahr 1998)   | 400–600           |
| 13  | 9,60 m (Jahr 1994)           | Schlosseiche                    | Eisolzried                                   | BY   | 8,59 m (Jahr 2001)   | 350–700           |
| 14  | 9,56 m (Jahr 2002)           | Dicke Margarete                 | Beberbeck                                    | HE   | 8,16 m (Jahr 2003)   | 360–600           |
| 15  | 9,53 m (Jahr 2000)           | Tausendjährige Eiche            | Schloss Nagel                                | BY   | 9,01 m (Jahr 2001)   | 450–600           |
| 16  | 9,50 m (Jahr 1998)           | Storcheneiche                   | Ebersbach                                    | SN   | 6,82 m (Jahr 2001)   | 350–450           |
| 17  | 9,45 m (Jahr 1990)           | Pferdekopfeiche                 | Ivenack                                      | MV   | 8,70 m (Jahr 2000)   | 600–800           |
| 18  | 9,35 m (Jahr 1990)           | Knusteiche                      | Ivenack                                      | MV   | 8,43 m (Jahr 2000)   | 600–800           |
| 19  | 9,23 m (Jahr 2001)           | Eiche                           | Bischofswald                                 | ST   | 7,56 m (Jahr 2002)   | 400–600           |
| 20  | 9,20 m (Jahr 2001)           | Eiche                           | Lehsen                                       | MV   | 7,60 m (Jahr 1999)   | 350–550           |
| 21  | 9,15 m (Jahr 1996)           | Toreiche                        | Dausenau                                     | RP   | 7,90 m (Jahr 1992)   | 350–450           |
| 22  | 9,07 m (Jahr 2004)           | 1000-jährige Eiche Gollingkreut | Gollingkreut                                 | BY   | 8,32 m (Jahr 2002)   | 360–500           |
| 23  | 9,02 m (Jahr 2003)           | Mauereiche                      | Hornoldendorf                                | NW   | 8,74 m (Jahr 2002)   | 380–500           |
| 24  | 8,98 m (Jahr 2004)           | Rieseneiche von Niedergurig     | Niedergurig                                  | SN   | 7,93 m (Jahr 2001)   | 700–800           |
| 25  | 8,90 m (Jahr 2005)           | Eiche                           | Klapperturm                                  | NI   | 7,87 m (Jahr 2007)   | 450–550           |
| 26  | 8,85 m (Jahr 1990)           | Eiche                           | Ivenack                                      | MV   | –                    | 600–800           |
| 27  | 8,83 m (Jahr 2003)           | Tümpeleiche                     | Burg Schlitz                                 | MV   | –                    | 350–390           |
| 28  | 8,80 m (Jahr 1997)           | Schlosseiche                    | Gadow                                        | BR   | 8,06 m (Jahr 2000)   | 350–500           |
| 29  | 8,77 m (Jahr 2001)           | Hammundeseiche                  | Friedewald                                   | HE   | 7,61 m (Jahr 2000)   | 400–500           |
| 30  | 8,70 m (Jahr 1997)           | Drillingseiche                  | Markendorf                                   | BR   | 8,59 m (Jahr 2001)   | 260–400           |
| 31  | 8,69 m (Jahr 2001)           | Eiche                           | Repten                                       | BR   | –                    | 300–375           |
| 32  | 8,63 m (Jahr 2001)           | Schöne Eiche                    | Pinnow                                       | MV   | 7,95 m (Jahr 2000)   | 320–430           |
| 33  | 8,61 m (Jahr 2001)           | Königseiche                     | Ebstorf                                      | NI   | 7,70 m (Jahr 2002)   | 360–450           |
| 34  | 8,60 m (Jahr 1986)           | Gerichtseiche                   | Gahrenberg                                   | HE   | 7,45 m (Jahr 1999)   | 380–600           |
| 35  | 8,58 m (Jahr 2003)           | Brockmöllers Eiche              | Hopsten                                      | NW   | 8,43 m (Jahr 2000)   | 300–500           |
| 36  | 8,52 m (Jahr 2004)           | 1000-jährige Eiche              | Bärenklau                                    | BR   | 8,03 m (Jahr 2000)   | 350–500           |
| 37  | 8,50 m (Jahr 2000)           | Hohle Eiche                     | Egenbüttel                                   | SH   | 8,43 m (Jahr 2002)   | 450–600           |
| 38  | 8,50 m (Jahr 2005)           | Eiche                           | Gratze                                       | BR   | 7,20 m (Jahr 2005)   | 260–400           |
| 39  | 8,46 m (Jahr 2006)           | Eiche                           | Petersdorf                                   | BY   | 7,58 m (Jahr 2006)   | 300–420           |
| 40  | 8,42 m (Jahr 2001)           | Bohnenländer Eiche              | Brandenburg an der Havel                     | BR   | 8,12 m (Jahr 2001)   | 320–450           |
| 41  | 8,40 m (Jahr 1991)           | Bouquet-Eiche                   | Krügersdorf                                  | BR   | 8,42 m (Jahr 2001)   | 350–600           |
| 42  | 8,38 m (Jahr 2003)           | 1000-jährige Eiche              | Schloß Holte                                 | NW   | 8,03 m (Jahr 2002)   | 400–500           |
| 43  | 8,38 m (Jahr 2006)           | Eiche                           | Bernried                                     | BY   | 7,32 m (Jahr 2006)   | 300–460           |
| 44  | 8,35 m (Jahr 1998)           | Eiche                           | Herwigsdorf                                  | SN   | 8,35 m (Jahr 2001)   | 280–400           |
| 45  | 8,33 m (Jahr 2003)           | Fuchseiche                      | Groß Gievitz                                 | MV   | 7,70 m (Jahr 2000)   | 350–430           |
| 46  | 8,31 m (Jahr 2008)           | Eiche                           | Im Sande                                     | SH   | 8,06 m (Jahr 2008)   | 280–420           |
| 47  | 8,30 m (Jahr 2008)           | Dicke Eiche                     | Airlenbach                                   | HE   | 8,15 m (Jahr 2008)   | 320–430           |
| 48  | 8,30 m (Jahr 2004)           | Humboldteiche                   | Tegel                                        | BE   | –                    | 240–360           |
| 49  | 8,29 m (Jahr 2001)           | Eiche                           | Groß Beuchow                                 | BR   | –                    | 280–350           |
| 50  | 8,22 m (Jahr 2006)           | Eiche                           | Schopfheim                                   | BW   | 7,69 m (Jahr 2006)   | 300–410           |
| 51  | 8,20 m (Jahr 1999)           | Dunieeiche                      | Uslar                                        | NI   | 7,70 m (Jahr 1999)   | 400–550           |
| 52  | 8,20 m (Jahr 2008)           | Eiche                           | Copitz                                       | SN   | 7,50 m (Jahr 2008)   | —                 |
| 53  | 8,18 m (Jahr 2001)           | Eiche                           | Schwerin                                     | MV   | 8,05 m (Jahr 1999)   | 300–400           |
| 54  | 8,17 m (Jahr 2007)           | Große Eiche                     | Ottersdorf                                   | BY   | 7,93 m (Jahr 2007)   | 320–450           |
| 55  | 8,15 m (Jahr 1992)           | Eiche                           | Albshausen                                   | HE   | 7,80 m (Jahr 2001)   | 390–410           |
| 56  | 8,14 m (Jahr 2000)           | Stiftseiche                     | Dänisch Nienhof                              | SH   | 6,81 m (Jahr 1998)   | 350–500           |
| 57  | 8,13 m (Jahr 2008)           | Eiche                           | Setzsteig                                    | BR   | 7,34 m (Jahr 2008)   | 350–450           |
| 58  | 8,13 m (Jahr 2000)           | Eiche                           | Flottbeck                                    | HH   | –                    | 300–450           |
| 59  | 8,12 m (Jahr 2008)           | Eiche                           | Gut Eckendorf                                | NW   | 7,29 m (Jahr 2002)   | 300–450           |
| 60  | 8,11 m (Jahr 2001)           | Eiche                           | Jasdorf                                      | SH   | 6,84 m (Jahr 2002)   | 270–360           |
| 61  | 8,11 m (Jahr 2003)           | Eiche                           | Lüttenhagen                                  | MV   | 7,37 m (Jahr 2003)   | 330–450           |
| 62  | 8,10 m (Jahr 2003)           | Eiche                           | Feldhusen                                    | MV   | 7,40 m (Jahr 1998)   | 400–525           |
| 63  | 8,10 m (Jahr 2005)           | Eiche                           | Haselberg                                    | BR   | –                    | 350–500           |
| 64  | 8,09 m (Jahr 2005)           | Feldeiche                       | Mahlsdorf                                    | BR   | –                    | 320–400           |
| 65  | 8,08 m (Jahr 2003)           | Eiche                           | Rammelburg                                   | SN   | 7,72 m (Jahr 2001)   | 330–450           |
| 66  | 8,07 m (Jahr 2003)           | Eiche                           | Müsselmow                                    | MV   | 7,50 m (Jahr 1999)   | 250–350           |
| 67  | 8,06 m (Jahr 2008)           | Eiche                           | Gut Sierhagen                                | SH   | 7,20 m (Jahr 2008)   | 300–400           |
| 68  | 8,05 m (Jahr 1996)           | Eiche                           | Hüinghausen                                  | NW   | 7,41 m (Jahr 2000)   | 200–400           |
| 69  | 8,02 m (Jahr 2003)           | Eiche                           | Moischeid                                    | HE   | 7,50 m (Jahr 1997)   | 360–600           |
| 70  | 8,00 m (Jahr 2008)           | Eiche                           | Schönfließ                                   | BR   | 7,36 m (Jahr 2008)   | 350–400           |
| 71  | 7,98 m (Jahr 2008)           | Eiche                           | Trampe                                       | BR   | 7,80 m (Jahr 2008)   | 320–380           |
| 72  | 7,97 m (Jahr 2003)           | Huteiche                        | Rattey                                       | MV   | –                    | 350–500           |
| 73  | 7,96 m (Jahr 2008)           | Bildeiche                       | Albertshausen                                | BY   | 6,97 m (Jahr 2001)   | 350–600           |
| 74  | 7,93 m (Jahr 2003)           | Huteiche                        | Rattey                                       | MV   | –                    | 360–500           |
| 75  | 7,92 m (Jahr 2001)           | Kaisereiche                     | Füttersee                                    | BY   | 7,56 m (Jahr 2003)   | 350–500           |
| 76  | 7,88 m (Jahr 2014)           | Tausendjährige Eiche            | Neuenschmidten 50° 19′ 9,9″ N, 9° 17′ 5,1″ O | HE   | 7,85 m (Jahr 2014)   | 400–500           |
| 77  | 7,86 m (Jahr 2001)           | Eiche                           | Tannheim                                     | BW   | 7,48 m (Jahr 2001)   | 480–600           |
| 78  | 7,85 m (Jahr 1994)           | Eiche                           | Groß Schneen                                 | NI   | 7,50 m (Jahr 2001)   | 280–350           |
| 79  | 7,80 m (Jahr 2007)           | Eiche Klostersee                | Grönwohldshorst                              | SH   | –                    | 300               |
| 80  | 7,77 m (Jahr 2001)           | Eiche                           | Flehm                                        | SH   | 7,72 m (Jahr 2002)   | 400–550           |
| 81  | 7,74 m (Jahr 2003)           | Eiche                           | Raben Steinfeld                              | MV   | 7,50 m (Jahr 1999)   | 300–380           |
| 82  | 7,68 m (Jahr 2002)           | Verlobungseiche                 | Laubach (Diemelstadt)                        | HE   | 7,50 m (Jahr 2001)   | 300–400           |
| 83  | 7,66 m (Jahr 2003)           | Eiche                           | Raben Steinfeld                              | MV   | 7,60 m (Jahr 1999)   | 300–380           |
| 84  | 7,60 m (Jahr 2007)           | Eiche                           | Egenburgerhof                                | BY   | 7,55 m (Jahr 2007)   | 400–500           |
| 85  | 7,65 m (Jahr 2000)           | Friederikeneiche                | Hasbruch                                     | NI   | –                    | 1200              |
| 86  | 7,51 m (Jahr 1999)           | Eiche                           | Thurmgut                                     | TH   | 7,61 m (Jahr 2007)   | 370–380           |
| 87  | 7,51 m (Jahr 2008)           | Dreifaltigkeitseiche            | Aschach                                      | BY   | 7,46 m (Jahr 2009)   | 300–400           |